# Pagar Jambi
Pagar Jambi is een bestuurslaag in het regentschap Simalungun van de provincie Noord-Sumatra, Indonesië. Pagar Jambi telt 865 inwoners (volkstelling 2010).